# Adrien Blomme
Pour les articles homonymes, voir Blomme.
Adrien Blomme (Falisolle, 1878-Bruxelles, 1940) est un architecte belge de la période Art déco.

## Éléments biographiques

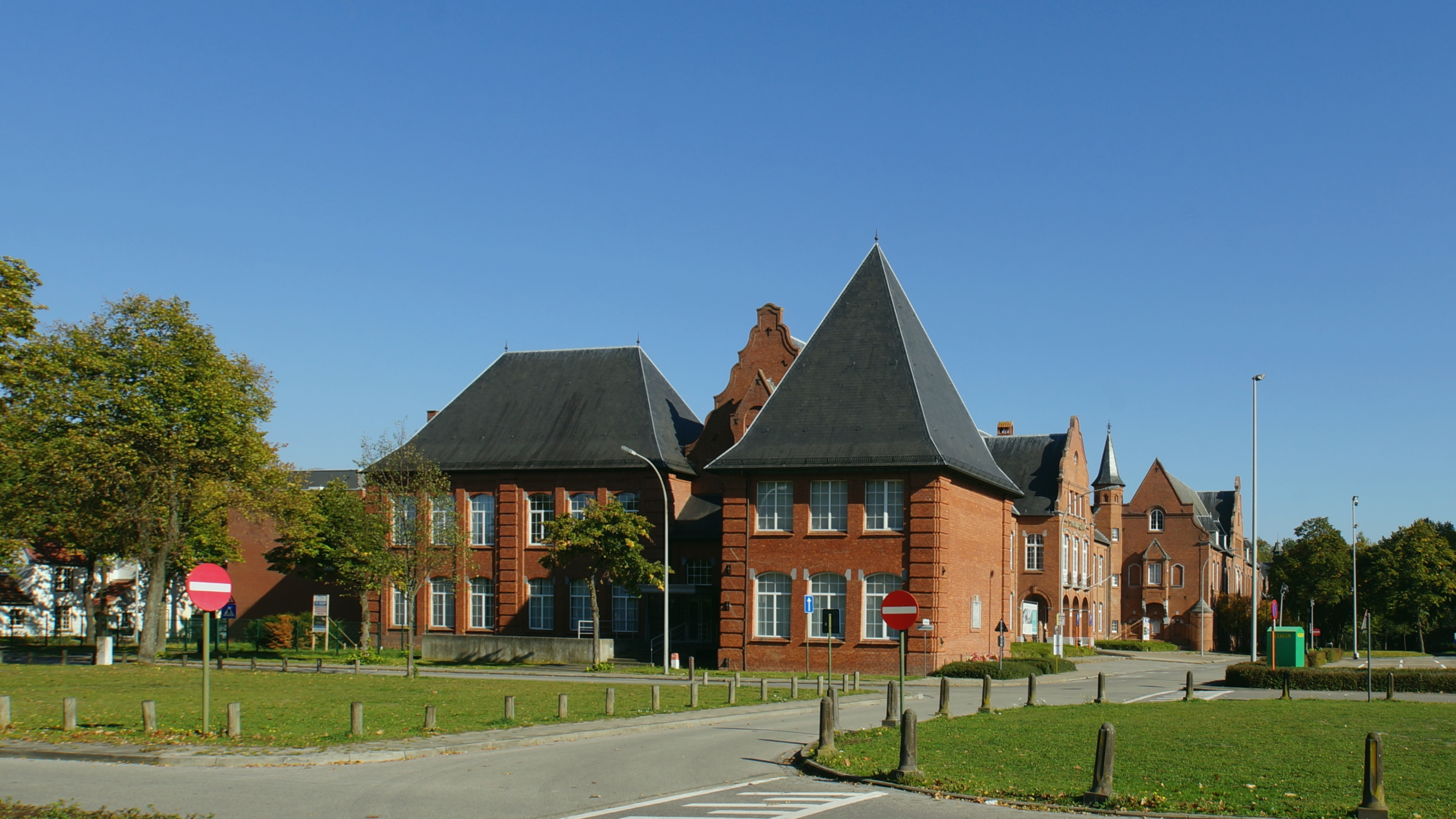
Couvent et ancienne école de filles (Kerkstraat, Winterslag), vue du côté Margarethalaan.

Adrien Blomme est ingénieur polytechnicien et architecte. Il utilise les techniques modernes. Il fait aussi avec plaisir de la décoration intérieure. 
Il épouse en 1905 Lucienne Boels. Son fils, Yvan Blomme ainsi que sa petite-fille, Françoise Blomme, seront tous deux architectes. 

## Démarche architecturale
La production architecturale d'Adrien Blomme touche beaucoup de domaines de la construction : villas, immeubles à appartements, cités sociales (e.a. Winterslag), églises, écoles, commerces, galeries d'art, cinéma, bâtiments industriels, exploitations agricoles, pavillons d'exposition.
Adrien Blomme donne du style et de la modernité à qui le lui commande. Son principal souci est de répondre au programme de ses clients. Ses adversaires ne le lui ont jamais pardonné. 
Il suit les expressions différentes de l'architecture de son temps. Il considére le modernisme comme un grand mouvement de purification et de simplification, rendu nécessaire par la cherté de la main d'œuvre et l'évolution des goûts. Il déclarait : « L'architecture est devenue fonctionnelle. La façade n'est plus que le reflet du plan, traité de manière rationnelle. »
On lui doit les dessins de plusieurs façades à Bruxelles, du plan général de bâtiments publics et privé, ainsi que l'architecture de la troisième Brasserie Wielemans-Ceuppens en cascade à Forest, devenue aujourd'hui le Wiels, un centre d'art contemporain, celle du cinéma Métropole dans le centre de Bruxelles-ville, du square du Val de la Cambre, de l'usine de cigarettes Saint-Michel, de la villa Gosset, et d'autres édifices importants du patrimoine bruxellois. Il explore différents styles au cours de sa carrière, mais c'est à l'Art déco qu'il apporte la contribution la plus importante. 
Adrien Blomme est enterré en 1940 au cimetière d'Ixelles.

## Principales réalisations
Maisons particulières
- Résidence de style cottage, avenue Molière 225 (1912-1920)[3]
- Maison personnelle de l'architecte Adrien Blomme, avenue Géo Bernier 13 (1913-1917)
- Maison particulière de Jean-Paul Brunet (son neveu par alliance), Square Larousse, 26 à Forest[4] (1922)
- Une dizaine de maisons, avenue des Nations à Bruxelles
- Maison particulière, rue Philippe Baucq, 13 à Etterbeek[5] (1908)
- Hôtel particulier de Léon Wielemans, rue Defacqz, 14 à Ixelles (1927)
- Maison Blomme, avenue Franklin Roosevelt 58 (1928)[6]
- Maison Elie Benezra, avenue des Nations 39-41 à Bruxelles (1928-1930)
- Villa, avenue Errera 58 à Uccle (1928)
- Villa Gosset, avenue de l'Horizon à Woluwe-Saint-Pierre (1928-1929)
- Villa de Maurice Vandevelde, avenue Houzeau à Uccle (1936)
- Villa rue des Mimosas à Schaerbeek (1938)
- Immeuble de commerce commandé par la famille Benezra, rue de L'Écuyer 41 à Bruxelles (1938)

Bâtiments industriels
- Usine de cigarettes Saint-Michel et Zéphir, rue Gabrielle Petit à Molenbeek-Saint-Jean (Félicien Gosset)
- La troisième salle de brassage des brasserie Wielemans-Ceuppens, actuel Centre d'Art contemporain Wiels à Forest (1930-1931)

Bâtiments religieux
- Église du Sacré Cœur (Place Evence Coppée, Winterslag)
- Couvent et ancienne école de filles (Kerkstraat, Winterslag)

Bâtiments publics
- Gare du Midi à Bruxelles (avec Yvan Blomme et Fernand Petit, 1949)
- Cinéma Métropole, rue Neuve 30 à Bruxelles (Léon Wielemans, 1930-1932)[7]
- Taverne Aux Armes des Brasseurs, boulevard Anspach à Bruxelles (Léon Wielemans, 1939)

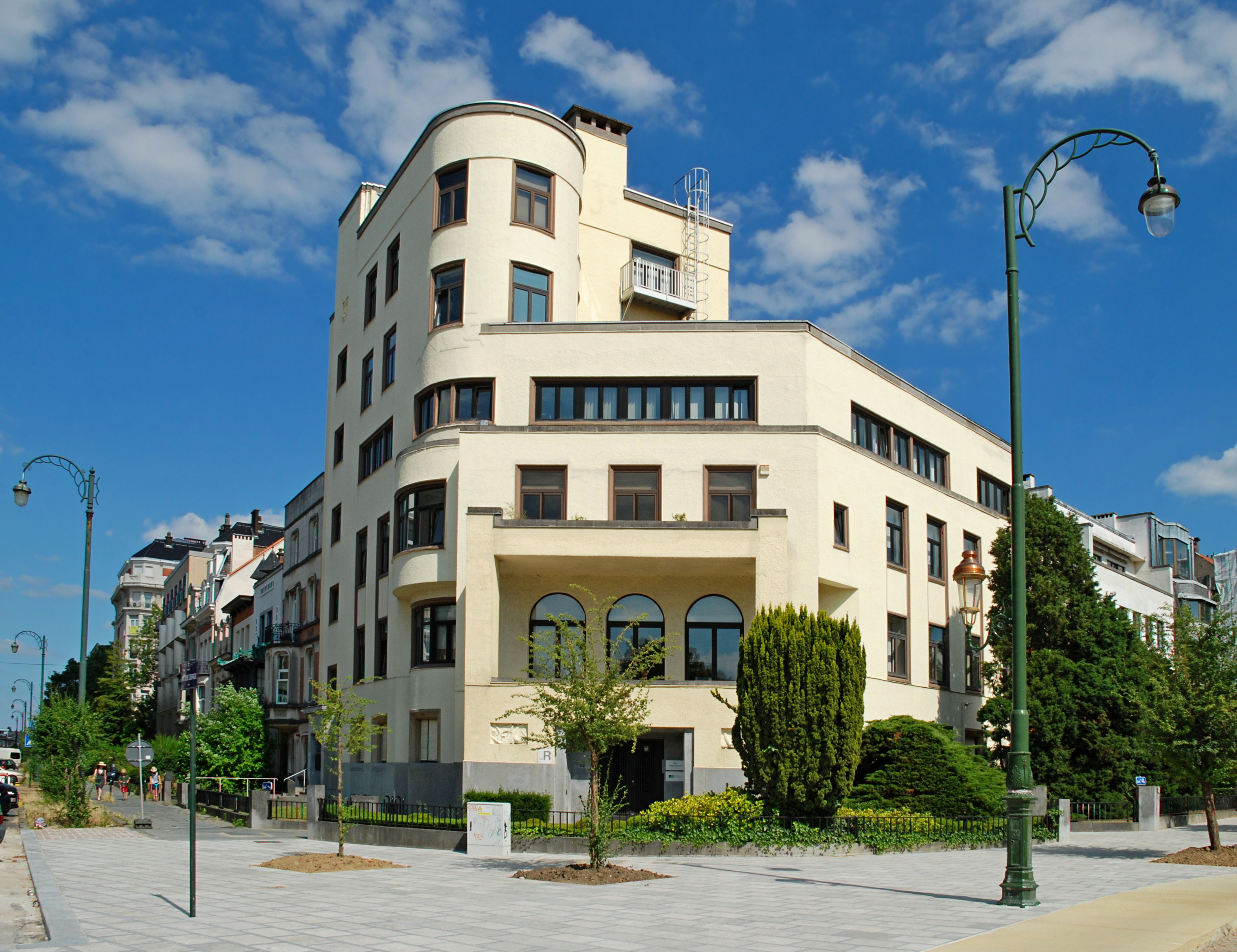
Maison Blomme (1928).
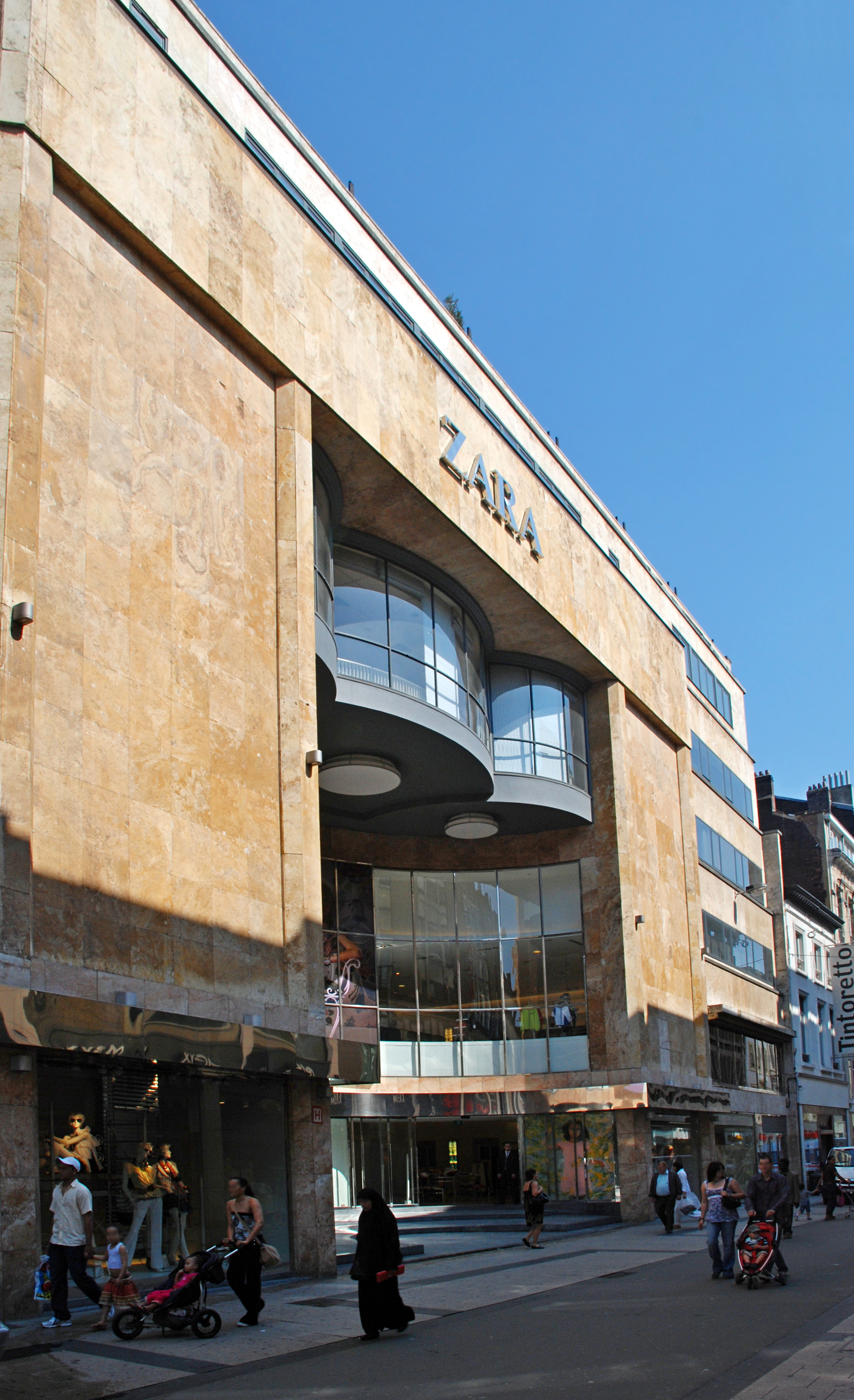
Cinéma Métropole (1932).
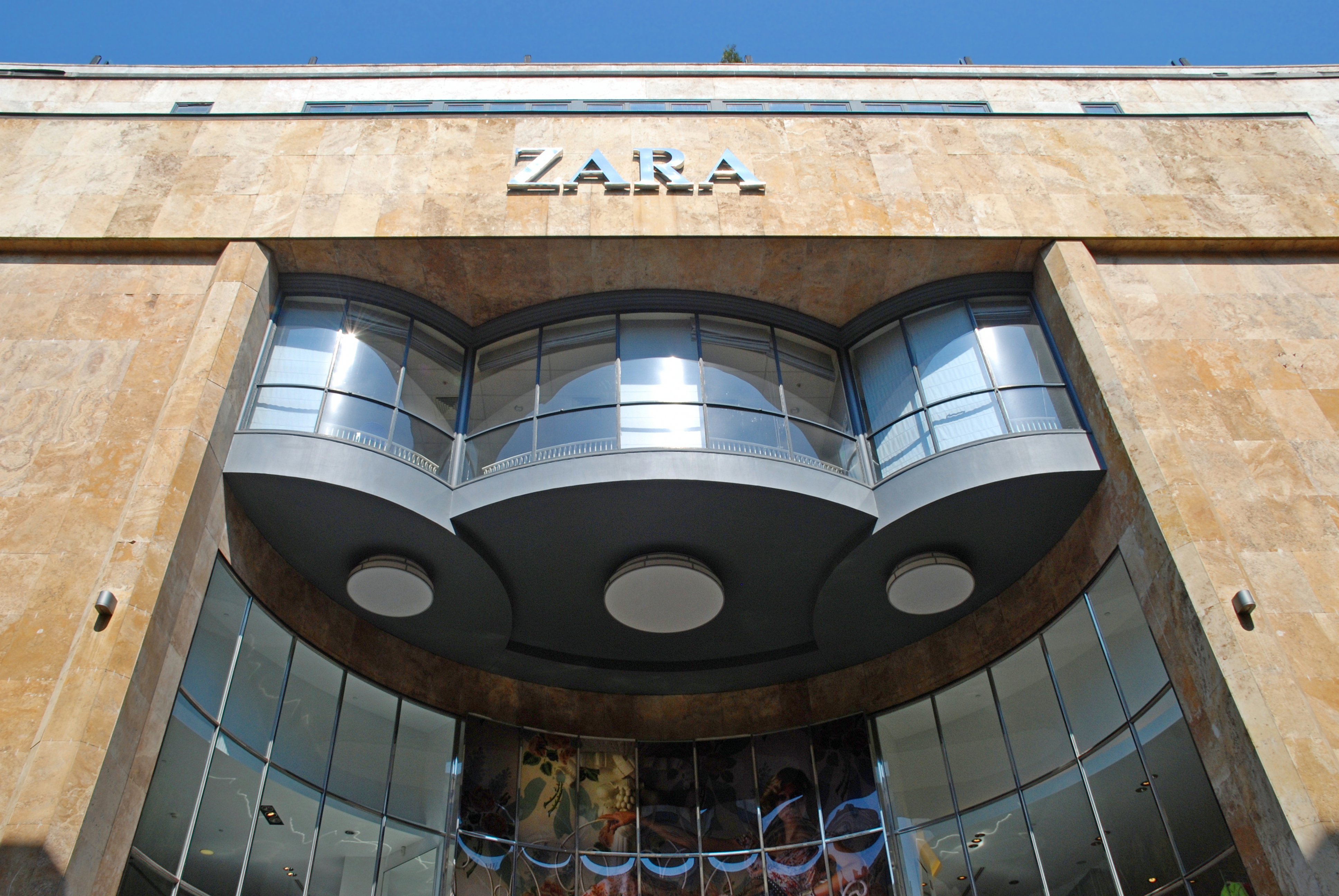
La triple verrière convexe du Cinéma Métropole.